# Прапор Боянівки (Рівненський район)
Прапор Боянівки — офіційний символ села Боянівка, Рівненського району Рівненської області, затверджений 26 листопада 2021 р. рішенням сесії Олександрійської сільської ради.
Автори — А. Гречило та Ю. Терлецький.

## Опис
Квадратне полотнище, яке складається з 5-и горизонтальних смуг, розділених хвилясто (співвідношеня їхніх ширин рівне 4:1:1:1:1)  — зеленої, білої, синьої, білої та синьої; на верхній зеленій три жовті ялинові шишки.

## Значення символів
Зелене поле і шишки означають щедрі ліси, а срібно-сині хвилясті смуги — озера та річки.